# Кубок Европейской конфедерации волейбола среди женщин 1991/1992
12-й розыгрыш Кубка Европейской конфедерации волейбола (ЕКВ) среди женщин проходил с 5 октября 1991 по 16 февраля 1992 года с участием 37 клубных команд из 22 стран-членов Европейской конфедерации волейбола (по состоянию на 1991 год). Победителем турнира во 2-й раз в своей истории стала итальянская команда «Калья Салотти» (Матера).

## Команды-участницы
| Страна             | Команда                          |
| ------------------ | -------------------------------- |
| Австрия            | «Экономос» (Вена)                |
| Бельгия            | «Датовок» (Тонгерен)             |
| Бельгия            | «Херманс» (Вервик)               |
| Болгария           | «Академик» (София)               |
| Болгария           | «Славия» (София)                 |
| Венгрия            | «Вашаш» (Будапешт)               |
| Венгрия            | «Тунгшрам» (Будапешт)            |
| Германия           | «Байерн-Лоххоф» (Унтершлайсхайм) |
| Германия           | «Гамбургер» (Гамбург)            |
| Германия           | «Лейпциг» (Лейпциг)              |
| Германия           | «Рупенхорн» (Берлин)             |
| Греция             | «Драпетсонас» (Пирей)            |
| Греция             | «Зириниос» (Кифисья)             |
| Израиль            | «Хапоэль» (Мате-Ашер)            |
| Испания            | «Аманесер Алькоркон» (Алькоркон) |
| Испания            | «Мурсия» (Мурсия)                |
| Италия             | «Изола Верде» (Модена)           |
| Италия             | «Калья Салотти» (Матера)         |
| Кипр               | «Пезопорикос» (Ларнака)          |
| Нидерланды         | «Бревок» (Бреда)                 |
| Норвегия           | «Саннес» (Саннес)                |
| Польша             | «Висла» (Краков)                 |
| Польша             | «Гедания» (Гданьск)              |
| Румыния            | «Пеничилина» (Яссы)              |
| Румыния            | «Фларош» (Бухарест)              |
| / СССР/Азербайджан | БЗБК (Баку)                      |
| Турция             | «Вакыфбанк» (Анкара)             |
| Турция             | «Гюнеш Сигорта» (Стамбул)        |
| Финляндия          | «Блю Эйес Тим» (Йювяскюля)       |
| Франция            | «Курьер» (Курьер)                |
| Франция            | «Сен-Рафаэль» (Сен-Рафаэль)      |
| Чехословакия       | «Оломоуц» (Оломоуц)              |
| Чехословакия       | «Олимп» (Прага)                  |
| Швейцария          | «Женев-Элит» (Женева)            |
| Швейцария          | «Баслер» (Бирсфельден)           |
| Шотландия          | «Глазго Пауэрхаус» (Глазго)      |
| Югославия          | «Риека-Кроация» (Риека)          |
| Югославия          | «Црвена Звезда» (Белград)        |

## Система проведения розыгрыша
Во всех стадиях турнира применяется система плей-офф, то есть команды делятся на пары и проводят между собой по два матча с разъездами. Победителем пары выходит команда, одержавшая две победы. В случае равенства побед победителем становится команда, имеющая лучшее соотношение партий по сумме обоих матчей. В случае равенства и этого показателя в дальнейшую стадию плей-офф выходит команда, имеющая лучшее соотношение игровых очков (мячей) по сумме матчей.
В первом раунде плей-офф приняли участие 12 команд. 6 победителей пар выходят в 1/16 финала, где к ним присоединяются 26 команд, освобождённых от участия в стартовом раунде. 
8 команд-участниц четвертьфинала плей-офф определяют четырёх участников финального этапа.
Финальный этап состоит из предварительного раунда, полуфинала и двух финалов (за 3-е и 1-е места). Пары предварительного раунда определяются жеребьёвкой. Победители пар в полуфинальных матчах против проигравших определяют участников финала. 

## 1-й раунд
5.10/ 12.10.1991
 «Лейпциг» —  «Датовок» (Тонгерен)
5 октября. 0:3 (8:15, 7:15, 5:15).
12 октября. 0:3 (10:15, 4:15, 6:15).
 «Мурсия» —  «Глазго Пауэрхаус» (Глазго)
5 октября. 3:0 (15:8, 15:9, 15:0).
12 октября. 3:0 (15:4, 15:2, 15:9).
 «Драпетсонас» (Пирей) —  «Пезопорикос» (Ларнака)
5 октября. 3:0 (15:2, 15:3, 15:5).
12 октября. 3:0 (15:6, 15:2, 15:6).
 «Вашаш» (Будапешт) —  «Рупенхорн» (Берлин)
5 октября. 3:1 (14:16, 15:2, 15:8, 15:11).
12 октября. 2:3 (10:15, 15:9, 12:15, 15:12, 9:15).
 «Экономос» (Вена) —  «Баслер» (Бирсфельден)
5 октября. 0:3 (5:15, 3:15, 11:15).
12 октября. 0:3 (3:15, 4:15, 6:15).
 «Хапоэль» (Мате-Ашер) —  «Пеничилина» (Яссы)
5 октября. 1:3 (17:15, 3:15, 6:15, 11:15).
12 октября. 2:3 (15:9, 10:15, 15:13, 11:15, 14:16).

## 1/16 финала
2.11/ 9.11. 1991
 «Зириниос» (Кифисья) —  «Калья Салотти» (Матера)
2 ноября. 0:3 (4:15, 5:15, 3:15).
9 ноября. 0:3 (4:15, 4:15, 2:15).
 «Оломоуц» —  «Саннес» 
2 ноября. 3:0 (15:6, 16:14, 15:6).
9 ноября. 3:1 (15:7, 15:12, 9:15, 15:12).
 «Тунгшрам» (Будапешт) —  «Курьер»
2 ноября. 3:0 (15:1, 15:5, 15:7).
9 ноября. 3:0 (15:10, 15:1, 15:8).
 «Блю Эйес Тим» (Ювяскюля) —  «Датовок» (Тонгерен)
2 ноября. 1:3 (8:15, 9:15, 15:13, 11:15).
9 ноября. 0:3 (13:15, 13:15, 10:15).
 «Гедания» (Гданьск) —  «Изола Верде» (Модена)
2 ноября. 0:3 (1:15, 7:15, 10:15).
9 ноября. 0:3 (14:16, 7:15, 3:15).
 «Гюнеш Сигорта» (Стамбул) —  «Аманесер Алькоркон» (Алькоркон)
2 ноября. 3:0 (15:1, 15:6, 15:4).
9 ноября. 3:0 (15:6, 16:14, 15:11).
 «Фларош» (Бухарест) —  БЗБК (Баку)
2 ноября. 2:3 (15:11, 6:15, 15:12, 11:15, 10:15).
9 ноября. 0:3 (11:15, 10:15, 14:16).
 «Женев-Элит» (Женева) —  «Славия» (София)
2 ноября. 3:0 (15:10, 15:3, 15:8).
9 ноября. 1:3 (15:9, 13:15, 10:15, 6:15).
 «Олимп» (Прага) —  «Вакыфбанк» (Анкара)
2 ноября. 2:3 (15:13, 10:15, 16:14, 10:15, 8:15).
9 ноября. 1:3 (12:15, 9:15, 15:12, 5:15).
 «Херманс» (Вервик) —  «Црвена Звезда» (Белград)
2 ноября. 1:3 (7:15, 5:15, 15:13, 12:15).
9 ноября. 3:1 (11:15, 15:7, 15:8, 15:12). Соотношение игровых очков по сумме двух матчей — 95:100.
 «Мурсия» —  «Гамбургер» (Гамбург)
Отказ «Гамбургера».
 «Риека-Кроация» (Риека) —  «Драпетсонас» (Пирей)
2 ноября. 3:0 (15:6, 15:6, 15:3).
9 ноября. 3:1 (16:14, 11:15, 15:10, 15:9).
 «Байерн-Лоххоф» (Унтершлайсхайм) —  «Вашаш» (Будапешт)
2 ноября. 3:2 (15:3, 6:15, 14:16, 15:12, 15:12).
9 ноября. 3:1 (15:11, 6:15, 17:15, 15:9).
 «Бревок» (Бреда) —  «Сен-Рафаэль»
2 ноября. 1:3 (8:15, 9:15, 15:11, 12:15).
9 ноября. 0:3 (5:15, 5:15, 16:17).
 «Висла» (Краков) —  «Академик» (София)
2 ноября. 3:1 (14:16, 15:8, 15:3, 15:6).
9 ноября. 2:3 (2:15, 7:15, 15:13, 15:11, 5:15).
 «Баслер» (Бирсфельден) —  «Пеничилина» (Яссы)
2 ноября. 3:0 (15:0, 15:8, 15:4).
9 ноября. 3:1 (9:15, 15:9, 15:13, 15:12).

## 1/8 финала
8.12/ 15.12.1991
 «Оломоуц» —  «Калья Салотти» (Матера)
8 декабря. 0:3 (5:15, 6:15, 4:15).
15 декабря. 0:3 (7:15, 5:15, 7:15).
 «Датовок» (Тонгерен) —  «Тунгшрам» (Будапешт)
8 декабря. 3:2 (15:12, 11:15, 15:13, 9:15, 15:11).
15 декабря. 0:3 (0:15, 2:15, 5:15).
 «Изола Верде» (Модена) —  «Гюнеш Сигорта» (Стамбул)
8 декабря. 3:0 (15:7, 15:8, 15:2).
15 декабря. 3:2 (15:10, 9:15, 3:15, 15:7, 15:12).
 «Женев-Элит» (Женева) —  БЗБК (Баку)
8 декабря. 0:3 (5:15, 14:16, 9:15).
15 декабря. 2:3 (15:12, 7:15, 11:15, 15:4, 12:15).
 «Црвена Звезда» (Белград) —  «Вакыфбанк» (Анкара)
8 декабря. 0:3 (11:15, 3:15, 1:15).
15 декабря. 3:0 (15:13, 15:6, 15:12). Соотношение игровых очков по сумме двух матчей — 60:76.
 «Мурсия» —  «Риека-Кроация» (Риека)
8 декабря. 1:3 (8:15, 8:15, 16:14, 11:15).
15 декабря. 3:0 (15:5, 15:10, 15:7).
 «Сен-Рафаэль» —  «Байерн-Лоххоф» (Унтершлайсхайм)
8 декабря. 3:2 (16:14, 8:15, 4:15, 15:7, 17:15).
15 декабря. 1:3 (13:15, 15:13, 10:15, 11:15).
 «Баслер» (Бирсфельден) —  «Висла» (Краков)
8 декабря. 1:3 (15:6, 11:15, 11:15, 8:15).
15 декабря. 0:3 (16:17, 6:15, 5:15).

## Четвертьфинал
15.01/ 22.01.1992
 «Калья Салотти» (Матера) —  «Тунгшрам» (Будапешт)
15 января. 3:0 (15:11, 15:9, 15:3).
22 января. 3:0 (15:8, 15:6, 16:14).
 БЗБК (Баку) —  «Изола Верде» (Модена)
15 января. 0:3 (15:17, 13:15, 10:15).
22 января. 1:3 (8:15, 7:15, 15:12, 8:15).
 «Мурсия» —  «Вакыфбанк» (Анкара)
15 января. 0:3 (12:15, 9:15, 11:15).
22 января. 0:3 (5:15, 4:15, 5:15).
 «Байерн-Лоххоф» (Унтершлайсхайм) —  «Висла» (Краков)
15 января. 3:1 (6:15, 15:10, 15:5, 15:8).
22 января. 3:1 (15:9, 15:9, 11:15, 15:10).

## Финал четырёх
14—16 февраля 1992.  Матера.
Участники:
 «Калья Салотти» (Матера)

 «Байерн-Лоххоф» (Унтершлайсхайм)

 «Изола Верде» (Модена)

 «Вакыфбанк» (Анкара)

### Предварительный раунд
14 февраля
 «Байерн-Лоххоф» —  «Вакыфбанк»
3:0 (15:10, 15:13, 15:12).
 «Калья Салотти» —  «Изола Верде»
3:0 (15:13, 15:5, 15:8).

### Полуфинал
15 февраля
 «Калья Салотти» —  «Вакыфбанк»
3:0 (15:7, 15:11, 15:11).
 «Изола Верде» —  «Байерн-Лоххоф»
3:0 (15:9, 15:1, 15:4).

### Матч за 3-е место
16 февраля
 «Вакыфбанк» —  «Байерн-Лоххоф»
3:2 (15:12, 5:15, 15:6, 14:16, 17:16).

### Финал
16 февраля
 «Калья Салотти» —  «Изола Верде»
3:0 (17:15, 16:14, 15:11).

### Итоги

#### Положение команд
| «Калья Салотти» (Матера)            |
| «Изола Верде» (Модена)              |
| «Вакыфбанк» (Анкара)                |
| 4. «Байерн-Лоххоф» (Унтершлайсхайм) |

#### Призёры
«Калья Салотти» (Матера): Антонелла Катальдо, Кристина Фекете, Паола Франко, Прикеба Фиппс, Барбара Леони, Аннамария Марази, Нада Зрилич, Консуэло Маньифеста, Жизель Гавио. Главный тренер — Джорджо Барбьери. 
  «Изола Верде» (Модена): Барбара Фонтанези, Фанни Пудьоли, Барбара Сичилиано, Джорджия Маццоли, Гилен Дюмон, Мирна Марабисси, Антонелла Брагалья, Ариане Радфан, ... 
  «Вакыфбанк» (Анкара).